# مصر.
مصر.  — національний домен для Єгипту.
Відмінністю від діючого домену «.eg» є те, що в новому домені «مصر.» всі імена другого рівня писатимуться виключно арабською.